# (100903) 1998 KU8
(100903) 1998 KU8 es un asteroide perteneciente al cinturón de asteroides, región del sistema solar que se encuentra entre las órbitas de Marte y Júpiter, descubierto el 23 de mayo de 1998 por el equipo del Lowell Observatory Near-Earth-Object Search desde la Estación Anderson Mesa (condado de Coconino, cerca de Flagstaff, Arizona, Estados Unidos).

## Designación y nombre
Designado provisionalmente como 1998 KU8. 

## Características orbitales
1998 KU8 está situado a una distancia media del Sol de 2,373 ua, pudiendo alejarse hasta 2,635 ua y acercarse hasta 2,110 ua. Su excentricidad es 0,110 y la inclinación orbital 6,564 grados. Emplea 1335,23 días en completar una órbita alrededor del Sol.

## Características físicas
La magnitud absoluta de 1998 KU8 es 16,1. 